# Dětí jako smetí
Dětí jako smetí (v anglickém originále Adventures in Baby-Getting) je 3. díl 24. řady (celkem 511.) amerického animovaného seriálu Simpsonovi. Scénář napsal Bill Odenkirk a díl režíroval Rob Oliver. V USA měl premiéru dne 4. listopadu 2012 na stanici Fox Broadcasting Company a v Česku byl poprvé vysílán 9. července 2013 na stanici Prima Cool.

## Děj
Homerova nedbalost při opravě kapajícího kohoutku způsobí, že voda prosakuje do podzemí a pod náměstím ve Springfieldu vzniká obrovská jáma. Země se nakonec propadne, a to přímo pod Marginým autem. Jí a dětem se podaří dostat ven, ale Marge se nepodaří vůz získat zpět, protože díra se brzy zaplní nepotřebnými předměty a pokryje ji vrstva asfaltu, která auto pohřbí. Když je automobil pryč, Marge si koupí nový, Tissan Sensibla, ale nelíbí se jí. Zpočátku se zdráhá prozradit své důvody, ale nakonec Homerovi řekne, že pětimístné auto ničí její šance na další dítě, které si tajně přeje. Homer její přání zdánlivě podporuje, ale ve skrytu duše je zděšen, protože má pocit, že tři děti jsou pro něj dost. Později Homer a Marge zjistí, že jejich šance na dítě neexistují, protože Homerovy spermie jsou mrtvé. Vočko však prozradí, že Homer před několika lety prodal část svého spermatu Shelbyvillské klinice pro léčbu neplodnosti. Homer a Marge se vydají na kliniku a Homer se snaží odvést Marginu pozornost tím, že se vydá historickou cestou a zastaví se na několika místech. Tento plán selže, což ho přiměje přiznat Marge své skutečné pocity ohledně dalšího dítěte a to, že vlastně nikdy nechtěl být otcem. To ji rozzlobí a oba odjedou domů. Během zastávky v restauraci Homer pozoruje šestičlennou rodinu a zjistí, že otec si užívá se čtvrtým, nejmladším dítětem. Změní názor, vrátí se s Marge k původnímu plánu a dorazí na kliniku. Tam se Marge s hrůzou dozví, že Homer prodal klinice spoustu spermatu, z čehož vzniklo obrovské množství dětí podobných Homerovi. To ji donutí říct Homerovi, že by asi měli počkat, a Homer souhlasí. Rodina jde posléze do kina a spatří tam novorozená sedmerčata, která se Homerovi podobají, a on i oni současně vykřiknou „D'oh!“. 
Mezitím Bart a Milhouse najdou vzkaz, který upustila Líza a na kterém je psacím písmem napsáno: „Pět boxerských čarodějů rychle vyskočí.“. Bart a Milhouse se vydají za Lízou a vidí, jak se Líza vytratila do taxíku. Zaujatě naverbují Nelsona a Ralpha, oba předchozí Líziny nápadníky, v naději, že se jim podaří profilovat její mysl a zjistit význam vzkazu. Při sledování Lízy najdou Nelson a Ralph další vzkaz, rovněž napsaný psace, ve kterém stojí: „Sfingo z černého křemene, posuď můj slib.“. Nelson a Ralph se vydají za Lízou. Snaha skupiny zjistit, co vzkazy znamenají, nikam nevede, a to už se k nim přidává ředitel Skinner, který je znepokojen Lízinými podivnými zmizeními. Skinner usoudí, že papír, na němž jsou oba vzkazy napsány, může patřit pouze předchozí ředitelce Springfieldské základní školy Meredith Milgramové. Pětice navštíví její dům a najde tam Lízu. Ke zděšení dětí Líza prozradí, že se učila psát psacím písmem, jehož výuku si škola nemůže dovolit. Dva vzkazy byly pouhými cvičnými větami, protože se oba skládaly ze všech písmen abecedy. Epizoda končí titulky, které jsou všechny napsány psacím písmem.

## Přijetí

### Hodnocení
Epizoda získala v demografické skupině diváků ve věku 18–49 let rating 2,6 a sledovalo ji celkem 5,54 milionu diváků, čímž se stala nejsledovanějším pořadem v demografické skupině diváků ve věku 18–49 let i v celkové sledovanosti toho večera v bloku Animation Domination.

### Kritika
Díl se setkal se smíšenými ohlasy. Robert David Sullivan z The A.V. Clubu dal epizodě hodnocení C a řekl: „Po každoročním Speciálním čarodějnickém dílu a přestávce na Světovou sérii se Simpsonovi vracejí s epizodou, která není tak kyselá jako úvodní díl řady, ale stále je zklamáním.“. Kritizoval zejména podzápletku s Lízou, kterou komentoval slovy, že „není o nic vtipnější, než se zdá“.